# 创造社
創造社是中華民國早期的一個左翼作家組織。

## 成立
創造社於1921年成立於日本東京，成員大多是留學日本的青年，如郭沫若、郁達夫和成仿吾；其他成員有鄭伯奇、田漢、滕固和張資平。創造社創辦《創造季刊》、《创造周报》、《创造日》、《洪水》、《創造月刊》等刊物，得到實力單薄的上海泰東書局支持。

## 主張
創造社成員間沒有劃一的主義和思想，只是主張本著作者內心的要求，從事於文藝活動。初期的主要傾向是浪漫主義，提倡浪漫主義文學。他們看到自然主義的失敗，便反理知主義，走上浪漫主義道路，主張為藝術而藝術，在文藝思想上崇自我、重個性、抒發內心，在文藝創作上追求「藝術至上」。
創造社後期轉向馬克思主義，1925年五卅慘案後，提倡無產階級革命文學，拋棄浪漫主義，接受社會主義的寫實主義。
创造社反对封建思想、主张个性解放，强调浪漫主义和唯美主义。创造社主要成员都和中国共产党关系密切，接受中国共产党的革命理论，宣扬革命和阶级斗争，号召工人和农民联合起来，推翻中华民国国民政府，建立新政权，主张无产阶级文学，这也是其遭到封杀的原因。

## 文學風格
創造社成員各有不同的獨特色彩，例如郭沫若受德國浪漫派影響至深，他崇拜自然，尊重自我和提倡反抗。郁達夫染上「世紀末」的頹廢色彩，成仿吾在理論上接受了「人生派」的主張，但作品卻感受著象徵派、新羅曼派的魅惑。張資平比較富於寫實主義的傾向，他初期的作品帶有人道主義的色彩。
题材偏向普通生活（包括爱情）充满乡土风味（如英法俄小说）。

## 历史
1921年7月，郭沫若、成仿吾、郁达夫、张资平、田汉、郑伯奇在日本东京建立创造社，他们开办了《创造》季刊、《创造》周报、《创造日》、《创造》月刊等刊物。
創造社於1921年成立於日本東京，成員大多是留學日本的青年。发起人郭沫若為籌備稿件先去京都見田漢，鄭伯奇，穆木天，晶孫(九洲)，張定璜(即張鳳舉)與何畏。再卜東京會郁達夫，成仿吾 張資平，徐祖正。郭回北京後《创造季刊》第一期出版于1922年5月1日。共出6期，(第1卷4期至第2卷2期 )。 1924停刊,这是该刊前段。
1922年5月，《创造》季刊在上海开办，1924年2月，停刊。
1923年5月13日，《创造》周报开办，郭沫若、郁达夫、成仿吾是主编。
1924年5月，《创造》周报停刊。
1926年3月，《创造》月刊开办，1929年1月，停刊。
1929年2月，中华民国国民政府封杀创造社。

## 代表刊物
雪莱纪念刊，创造季刊第一卷第四期1922年  

　
创作部分发出张资平小说《爱之焦点》与《上帝的儿女们》，郁达夫小说《采石矶》，张定璜小说《路上》，何畏的《上海幻想曲》,徐祖正诗《Oshibana》等等。郭沫若发表戏剧「孤竹君之二子」与诗十首。
雪莱评论代郭沫若两片，徐祖正的《英国浪漫派三诗人》，张定璜(即张凤举)的《Shelley》(即《雪莱》)评论。
成仿吾有三片评论《沉沦》、《残春》及《评冰心女士的超人》。成仿吾发两份杂录，杂录还登出何畏之《俄罗斯文学便览》（译Moissaye J.Olgin著）与王独清译《代de fleur morte》。

## 代表人物
- 郭沫若，《女神》、《少年维特之烦恼》（歌德著）、《英雄树》
- 郁达夫，《沉沦》
- 成仿吾，《从文学革命到革命文学》
- 張資平，《約檀河之水》
- 冯乃超，《艺术与社会生活》
- 李初梨，《怎样地建设革命文学》
- 滕固，《壁画》、《银杏之果》、《外遇》

## 影響
創造社辦刊物，出叢書，推動文學創作，借鑒世界文學的最新潮流，加速新文學的現代化。前期提倡浪漫主義文學，開創了中國新文學的浪漫主義流派，加強了中國新文學的反封建情緒。後期則轉向馬克思主義，提倡無產階級文學，影響深遠。

## 研究書目
- 伊藤虎丸著，孫猛等譯：《魯迅、創造社與日本文學——中日近現代比較文學初探》（北京：北京大學出版社，1995）。

## 相关连接
- 诗性视角：文学研究会和创造社
- . 北京市: 高等教育出版社. 2001-07-01. ISBN 7040095092 （中文（简体））.